# VDL Bova

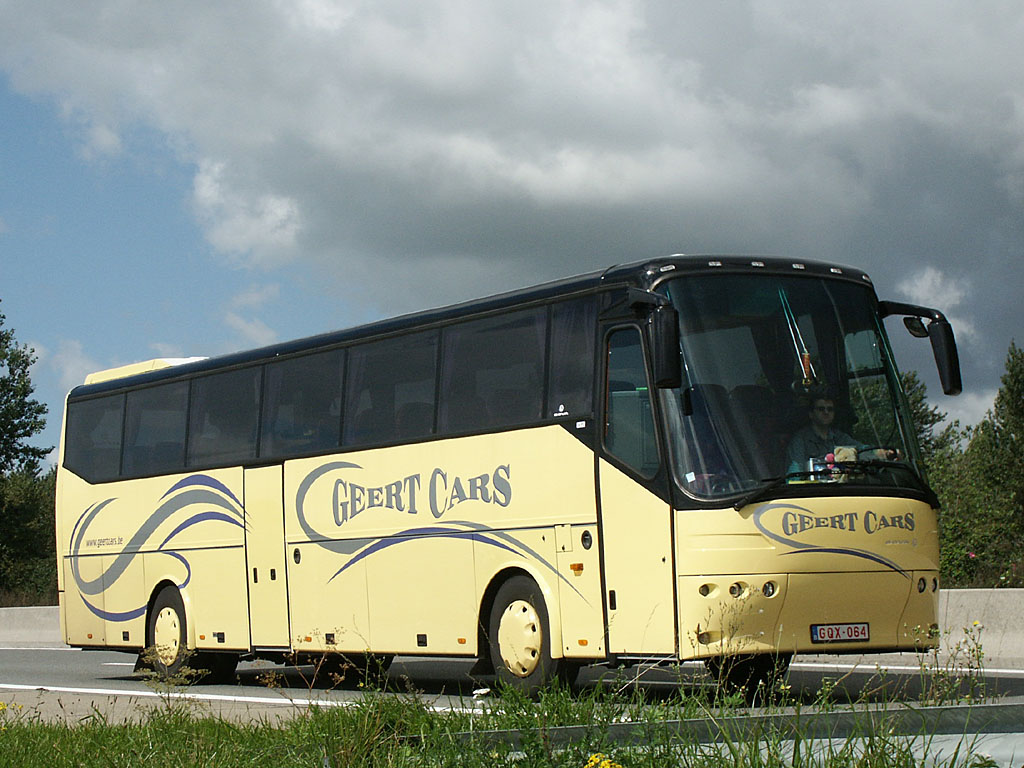
Bova Futura

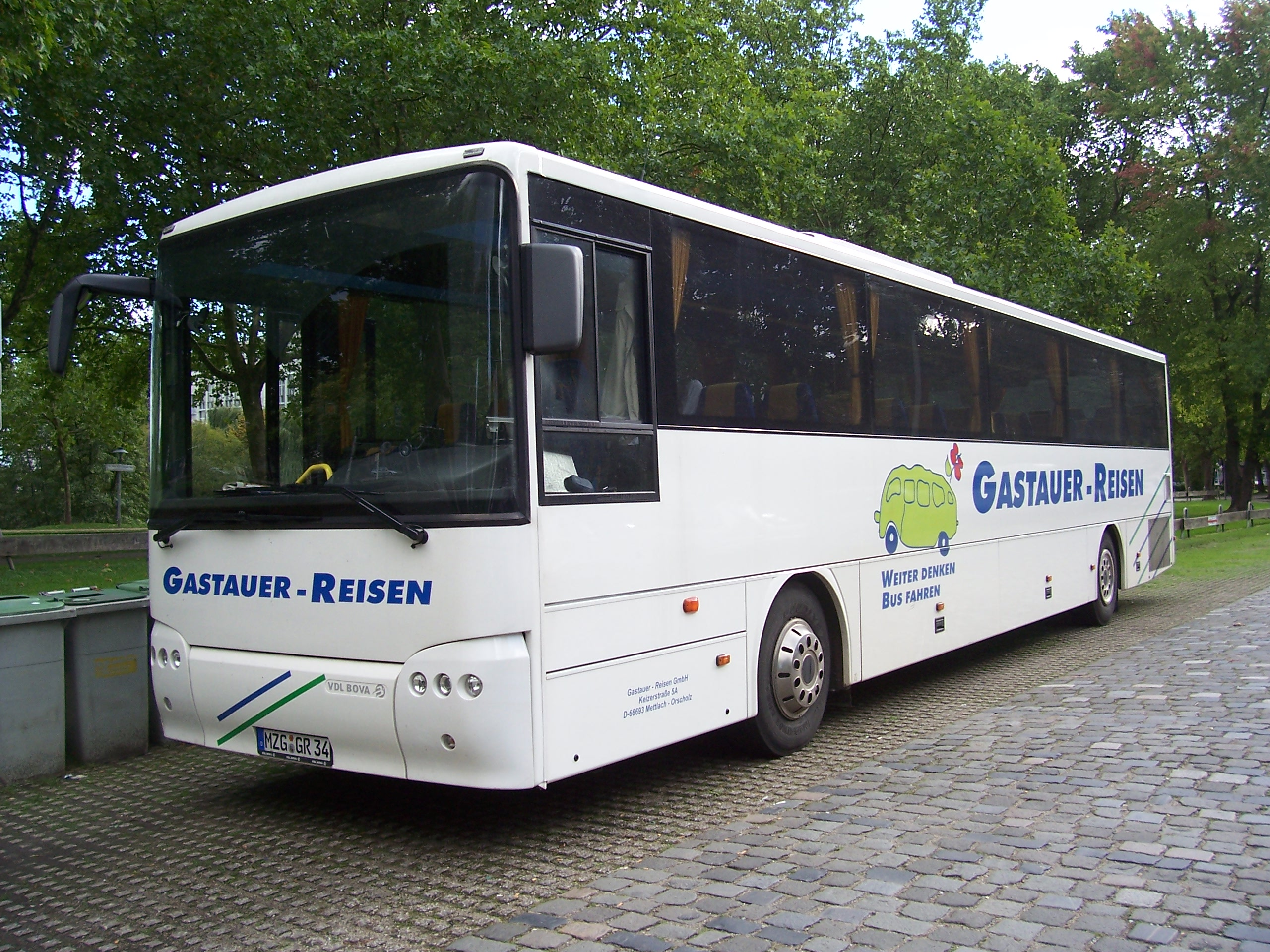
Bova Lexio

VDL Bova, bis 2003 eigenständig als Bova, war ein niederländischer Omnibushersteller, der 2010 komplett in die VDL Groep überging.
Das Unternehmen baute seit 1931 Reisebusse am Stammsitz in Valkenswaard. Die deutsche Niederlassung befand sich in Büren.

## Modellpalette
Bekannt ist Bova vor allem für den Bova Futura, ein Reisebusmodell mit einer stromlinienförmigen Karosserie, aus der ein markanter „Bauch“ an der Front resultiert. Auf der gleichen Grundkonstruktion basiert das luxuriöse Modell Bova Magiq.
Daneben gab es die Modelle Bova Lexio und Bova Synergy, die unter VDL-Regie gemeinsam mit den Schwestermarken Berkhof und Jonckheere entwickelt wurden. Der Lexio war ein Überlandbus, der Synergy ein Doppeldecker-Reisebus.

## Linienbus Bova X-Press
Ende der 1970er Jahre wurde bei Bova mit Unterstützung des niederländischen Wirtschaftsministeriums (Ministerie van Economische Zaken) in Zusammenarbeit mit der Technischen Hochschule Eindhoven ein Linienbus entwickelt. Dieser war mit einem 194-PS-Dieselmotor von DAF versehen, der unterflur im Heck untergebracht war und dadurch einen für die damalige Zeit niedrigen Fußboden von 540 mm Höhe über der Straßenoberfläche zwischen den Türen ermöglichte. Vorn und in der Mitte waren je eine zweiflügelige, 1200 mm breite Innenschwenktür platziert. Der X-press hatte 43 Sitz- und vierzig Stehplätze. Am 23. Januar 1980 wurde der Bus vorgestellt. Lediglich das Verkehrsunternehmen OAD in Holten bestellte 16 Exemplare.

## Gegenwart
Auf der IAA 2010 hat VDL das Modell VDL Futura vorgestellt, bei dem auf den Markennamen Bova komplett verzichtet wird. Es ersetzt sowohl den Bova Futura als auch den Magiq.